# Miranhas
Os Miranhas são um grupo indígena que habita o médio rio Solimões, nas Áreas Indígenas Barreira da Missão, Méria e Miratu e no baixo rio Japurá, na Área Indígena Cuiu-Cuiú), ambas no estado brasileiro do Amazonas. Além disso são encontrados também na Colômbia.

## Antropologia

### Língua
A linguagem dos Miranhas é considerada uma língua pertencente à família Bora. Um pesquisador diz ter encontrado termos que pertencem á várias outras línguas como Karib, Aruak, raní e etc, o que pode indicar na mistura de algumas línguas existentes.

### Origem
Dizem que boa parte dos Miranhas vieram da Colômbia, mas foi reconhecido territórios Miranha no médio Solimões e Japurá (Rio que começa na Colômbia e banha o Amazonas. Acreditam-se que os miranhas podem ter originados durante a uma velha migração de índios no Alto Amazonas.

### Religião
O território é concebido como um ser vivo gigantesco que é composto pelas espécies animais e plantas, o que gera um vínculo em seus rituais, onde eles invocam os "senhores do mundo", que são os representantes dessas espécies. Eles consideram a bacia do barranco do Pamá como o "centro do mundo", onde a Niimúe criou o universo a partir de seu próprio corpo.carece de fontes|data=dezembro de 2024}}

### Organização Indígena
Os Miranhas são comandados por um tuxaua, um tipo de capitão. Tuxaua são eleitos pelos membros do grupo. O chefe da tribo tem um poder externo limitado e se caso não atenda os interesses dos membros, ele é destituido.

## Geografia

### Localização
são encontrados no Rio Solimões, Méria, Miratu, rio Japurá, e também na Colômbia. Eles estão espalhados entre o Japurá  e o Icá, onde era o seu império principal.

### População
Em 2014, a população total era de 1459 habitantes e 445 habitantes na colômbia. Na viagem de 1820 feita por um pesquisador, a população era avaliada de 6.000 habitantes, sendo considerado um dos mais poderosos e populosos entre os outros grupos indígenas.

### Formação
Terras formadas por rios ao redor da tribo com a vegetação do araparizal, o que protege de invasores durante no período das enchentes. Nos dias atuais, as aldeias Miranha são formadas por agrupamentos residenciais que ficam na beira dos lagos e igarapés.

## História
O povo Miranha aparece na história indígena, como uma espécie de anti-herói. Considerados como "barbáros" e "antropófagos" pelos naturalistas, seus chefes ficaram conhecidos por vender aos brancos prisioneiros inimigos, membros de hordas rivais, ou mesmo seus próprios(as) filhos(as). O impacto das frendes dos Estados nacionais do século XX, no entanto, submeteu seus descendentes enquanto grupos etnicamente estigmatizados.

### Histórico de contato
Os Miranhas começaram a ser percebidos pelos viajantes, onde relataram que os chefes Miranha vendiam escravos de tribos inimigas em troca de ferramentas de trabalho. A partir de 1710, contatos entre os portugueses e os miranhas foram feitos quando os portugueses fizeram os espanhóis retrocederem para os domínios do Pacífico após sérios combates.

### Impactos da borracha
Muitos Miranhas morreram, outros foram transportados para diversos rios para trabalhar na extração de borracha. Em Japurá, era realizada trocas por índios Miranhas para trabalho escravo.

### Formação das terras
As terras foram formadas em lugares que viviam índios de outras tribos e índios que fugiam de trabalho forçado. Os Miranhas elegem que Miratu e Méria são terras deles, por causa das roças e capoeiras, e também da história que o povo tem naquele lugar.